# Iași Open 2025
Lo Iași Open 2025, conosciuto anche come Unicredit Iași Open per l'edizione femminile e Concord Iași Open per l'edizione maschile per motivi di sponsorizzazione, è stato un torneo maschile e femminile di tennis professionistico giocato sulla terra rossa. È stata la 6ª edizione del torneo maschile, facente parte della categoria Challenger 100 nell'ambito dell'ATP Challenger Tour 2025, con un montepremi di 145 000 €. È stata la 4ª edizione del torneo femminile, facente parte della categoria WTA 250 nell'ambito del WTA Tour 2025, con un montepremi di 267 082 €. Si sono giocati entrambi al Baza Sportivă Ciric di Iași, in Romania. Il torneo maschile si è giocato dal 7 al 13 luglio 2025 mentre quello femminile si è giocato sugli stessi campi dal 14 al 20 luglio 2025.

## Partecipanti al singolare ATP

### Teste di serie
| Nazionalità | Giocatore             | Ranking* | Testa di serie |
| ----------- | --------------------- | -------- | -------------- |
| Bolivia     | Hugo Dellien          | 79       | 1              |
| Francia     | Hugo Gaston           | 86       | 2              |
| Spagna      | Carlos Taberner       | 102      | 3              |
| Danimarca   | Elmer Møller          | 117      | 4              |
| Brasile     | Felipe Meligeni Alves | 145      | 5              |
| Svizzera    | Stan Wawrinka         | 153      | 6              |
| Francia     | Calvin Hemery         | 178      | 7              |
| Croazia     | Duje Ajduković        | 183      | 8              |

* Ranking al 30 giugno 2025.

### Altri partecipanti
I seguenti giocatori hanno ricevuto una wild card per il tabellone principale:
- Cezar Crețu
- Luca Preda
- Stan Wawrinka

Il seguente giocatore è entrato in tabellone con il ranking protetto:
- Pablo Llamas Ruiz

I seguenti giocatori sono entrati in tabellone come alternate:
- Frederico Ferreira Silva
- João Lucas Reis da Silva
- Matías Soto

I seguenti giocatori sono passati dalle qualificazioni:
- Sebastian Gima
- Marko Topo
- Matheus Pucinelli de Almeida
- Radu Albot
- Oriol Roca Batalla
- Michael Vrbenský

## Partecipanti al singolare WTA

### Teste di serie
| Nazionalità | Giocatrice          | Ranking* | Testa di serie |
| ----------- | ------------------- | -------- | -------------- |
| Armenia     | Èlina Avanesyan     | 49       | 1              |
| Romania     | Jaqueline Cristian  | 52       | 2              |
| Stati Uniti | Ann Li              | 65       | 3              |
| Spagna      | Nuria Párrizas Díaz | 82       | 4              |
| Francia     | Varvara Gracheva    | 92       | 5              |
| Svizzera    | Jil Teichmann       | 93       | 6              |
| Romania     | Irina-Camelia Begu  | 115      | 7              |
| Regno Unito | Francesca Jones     | 122      | 8              |

* Ranking al 30 giugno 2025.

### Altre partecipanti
Le seguenti giocatrici hanno ricevuto una wild card per il tabellone principale:
- Ana Bogdan
- Miriam Bulgaru
- Andreea Prisăcariu
- Patricia Maria Țig

Le seguenti giocatrici sono entrate in tabellone utilizzando il ranking protetto:
- Mihaela Buzărnescu
- Anastasija Sevastova

Le seguenti giocatrici sono passate dalle qualificazioni:

- Irene Burillo
- Alicia Herrero Liñana
- Dar'ja Lodikova
- Giulia Safina Popa
- Margaux Rouvroy
- Anna Sisková

### Ritiri
Prima del torneo
- Sára Bejlek → sostituita da  Guiomar Maristany
- Lucia Bronzetti → sostituita da  Jana Fett
- Elisabetta Cocciaretto → sostituita da  Mihaela Buzărnescu
- Léolia Jeanjean → sostituita da  Veronika Erjavec
- Danka Kovinić → sostituita da  Katarzyna Kawa
- Alycia Parks → sostituita da  Nao Hibino
- Maria Sakkarī → sostituita da  Sorana Cîrstea
- Anca Todoni → sostituita da  Panna Udvardy

## Partecipanti al doppio WTA

### Teste di serie
| Nazione     | Giocatrice      | Nazione     | Giocatrice        | Rank* | Seed |
| ----------- | --------------- | ----------- | ----------------- | ----- | ---- |
|             | Iryna Šymanovič | Rep. Ceca   | Anna Sisková      | 148   | 1    |
| Stati Uniti | Quinn Gleason   | Brasile     | Ingrid Martins    | 150   | 2    |
| Regno Unito | Emily Appleton  | Paesi Bassi | Isabelle Haverlag | 175   | 3    |
| Polonia     | Maja Chwalińska | Rep. Ceca   | Anastasia Dețiuc  | 187   | 4    |

* Ranking al 30 giugno 2025.

### Altre partecipanti
Le seguenti coppie di giocatrici hanno ricevuto una wild card per il tabellone principale:
- Ana Bogdan /  Jil Teichmann
- Georgia Crăciun /  Andreea Prisăcariu

## Campioni

### Singolare maschile
Elmer Møller ha sconfitto in finale  Titouan Droguet con il punteggio di 3–6, 6–1, 7–6(2).

### Singolare femminile
Irina-Camelia Begu ha sconfitto in finale  Jil Teichmann con il punteggio di 6-0, 7-5.

### Doppio maschile
Szymon Kielan /  Filip Pieczonka hanno sconfitto in finale  Cleeve Harper /  Ryan Seggerman con il punteggio di 7–5, 6–3.

### Doppio femminile
Veronika Erjavec /  Panna Udvardy hanno sconfitto in finale  María Carlé /  Simona Waltert con il punteggio di 7-5, 6-3.